# Apeadero de Bougado
El Apeadero de Bougado, originalmente denominado Estación de Bougado, fue una antigua infraestructura de la Línea de Guimarães, que servía a parroquias de Santiago de Bougado, en el Distrito de Porto, en Portugal.

## Características y servicios

### Localización y accesos
El Apeadero se localiza junto a la localidad de Bougado, teniendo acceso de transporte por la Calle Estación de Bougado, un ramal de la Calle de las Industrias (Ruta Nacional 14).

### Servicios
Esta infraestructura se encuentra retirada del servicio.

## Historia
El tramo entre Senhora da Hora y Trofa de la Línea de Guimarães, donde esta plataforma se insertaba, fue inaugurada el 15 de  marzo de 1932, con el nombre de Línea de Senhora da Hora a Trofa;en ese tiempo, la entonces Estación de Bougado prestaba servicio completo, en los regímenes de Gran y Media velocidades, en sistema interno o combinado
En 1984, era utilizada por servicios regionales y tranvías, aunque, en 1995, ya solo permanecían los servicios de naturaleza regional, de la compañía de los Caminhos de Ferro Portugueses.
Este apeadero fue cerrado, junto con el resto del tramo entre Senhora da Hora y Trofa de la Línea de Guimarães, en 2001.